# Starglider 2
Starglider 2 é um jogo eletrônico em 3D de simulação de combate aéreo desenvolvido em 1988 pela Argonaut Software para os consoles Amiga, Atari ST, MS-DOS, Macintosh e ZX Spectrum. Trata-se da continuação de Starglider, um título que chamou a atenção na época por seu visual colorido em gráficos vetoriais wireframe (basicamente os objetos projetados no jogo possuíam arestas, ou seja, apenas linhas).
Starglider 2 é conhecido também por ser uma espécie de embrião do jogo Star Fox.